# Мелани Еник
Мелани Еник (фр. Mélanie Henique; Амјен, 22. децембар 1992) — француска пливачица, вишеструка национална првакиња и рекордерка, учесница светских првенстава и Олимпијских игара и некадашња светска и европска првакиња у пливању у малим базенима.
Током 2015. нападнута је од стране четворице младића због своје сексуалне припадности, и том приликом је задобила фрактуру носа, због које је те године пропустила наступ на националном првенству. Недуго после напада Мелани се јавно декларисала као хомосексуална особа.

## Спортска каријера
Мелани је научила да плива са пет година захваљујући свом старијем брату Силвану који је такође још као дечак почео да тренира овај спорт. Након бројних такмичења локалног карактера, године 2007. успешно је дебитовала на међународној пливачкој сцени освојивши бронзану медаљу на европском јуниорском првенству у Антверпену, у дисциплини 50 метара делфин стилом. Свега годину дана касније, у истој дисциплини осваја сребро, овај пут на светском јуниорском првенству одржаном у мексичком Монтереју. 
На сениорским светским првенствима у великим базенима је дебитовала у Риму 2009, док је прву медаљу у сениорској каријери, злато у трци на 50 метара делфин стилом, освојила на Медитеранским играма у Пескари исте године. На Европском првенству у Будимпешти 2010. освојила је бронзу на 50 метара делфин стилом.
На светском првенству у Шангају 2011. освојила је бронзану медаљу, пошто је трку на 50 метара делфин стилом испливала у времену од 25.86 секунди, заоставши свега 0,15 секунди иза победнице Инге Декер из Холандије.
Највеће успехе у дотадашњој пливачкој каријери остварила је на Европском првенству у малим базенима, одржаном у новембру месецу 2012. у француском Шартру, освојивши једну златну и две бронзане медаље.
Прву медаљу на светским првенствима у малим базенима освојила је у Дохи 2014, бронзу у трци женских штафета на 4×50 мешовито. Поред ње у финалу су пливаје још и Матилд Сини, Шарлот Боне и Ана Сантаман.
На светском првенству у Казању 2015. заузела је укупно 10. место у полуфиналу трке на 50 метара делфин. 
Успела је да се квалификује за наступ на ЛОИ 2016. у Рио де Жанеиру, а свој дебитантски олимпијски наступ окончала је на 31. месту квалификација трке на 50 метара слободно. 
На Европском првенству у малим базенима у Глазгову 2019. освојила је титуле континенталне првакиње у тркама женских штафета на 4×50 слободно и појединачној трци на 50 метара делфин стилом. 
Током 2021. такмичила се на Европском првенству у Будимпешти, освојивши сребро на 50 делфин, те на Олимпијским играма у Токију где је заузела 11. место у трци на 50 слободно.
Серију освајања медаља наставила је и током 2022. године, прво освојивши сребро на 50 делфин на светском првенству у великим базенима у Будимпешти, да би крајем године на првенству света у малим базенима у Мелбурну освојила своју прву титиулу светске првакиње у трци мешовитих штафета на 4×50 слободно (заједно са Ф. Маноду, М. Грусо и М. Молу). 
Пливала је и на светским првенствима у Фукуоки 2023 (8. место на 50 делфин) и Дохи 2024 (сребро на 50 делфин и 9. место на 50 метара слободно). 
На Олимпијским играма у Паризу 2024. такмичила се у квалификацијама трке на 50 метара слободним стилом. Пливала је у десетој квалификационој групи у стази 2, и са временом од 25.05 секунди заузела је седмо место у својој квалификационој групи, односно укупно 22. место у конкуренцији 79 такмичарки.
На Светском првенству у малим базенима у Будимпешти 2024. успела је да се пласира у финале трке на 50 метара делфин (6. место) и 50 метара слободно (5. место). 